# はこだでぃ (雑誌)
はこだでぃ（HAKODADI）は、幻洋社が1991年（平成3年）から1999年（平成11年）まで発行した雑誌である。

## 概要
函館市出身の東福洋が1986年に設立した幻洋社の雑誌の一つである。「歴史と伝統の街函館を愛し、より素晴らしい函館の未来を目指そう」という趣旨のもと、函館の古写真を使用しながら歴史・文化に関する特集記事を掲載していた。1991年6月1日に月刊として創刊号が発行され、その後隔月刊に変更されるも、1999年7月1日の49号まで発行された。

## 記事の一例（創刊号）
- 特集
  - 函館いまむかし
- 「はこだでぃ」協賛店
- たいむてーぶる（時刻表）
- 聞き書きタウン歴
- 歴史細見 はこだてウォッチング
- 函館・文学の散歩道
- 街の味名人
- EVENT
- CINEMA
- BOOK
- 表紙のことば
- 目次
- 読者通信
- 編集後記

## 特集一覧[3]
| 号数               | 発行日        | 特集名                                         | 備考               |
| 創刊号             | 1991年6月1日  | レトロ函館 銀座通り                            | 「月刊」           |
| 91 No.2 7月号      | 1991年7月1日  | 再見・函館公園                                 | 「月刊」           |
| 91 No.3 8月号      | 1991年8月1日  | 函館洋館物語                                   | 「月刊」           |
| 91 No.4･5 9.10月号 | 1991年10月1日 | 函館の新聞                                     | ここまで「月刊」   |
| 第6号              | 1991年11月1日 | 日用品が語る函館の昔                           | 以降「隔月刊」     |
| 第7号              |               | 湯の川温泉むかし・いま                         |                    |
| 第8号              |               | 小学校むかし物語                               |                    |
| 第9号              |               |                                                |                    |
| 第10号             |               |                                                |                    |
| 第11号             |               |                                                |                    |
| 第12号             |               | 函館商売往来                                   |                    |
| 第13号             |               | 雪の一日を歩く                                 |                    |
| 第14号             |               | わたしの映画館                                 |                    |
| 第15号             |               | 函館山を歩く                                   |                    |
| 第16号             |               | 函館文学館                                     |                    |
| 17号 '93           | 1993年9月1日  | 函館にあった人気大衆誌「ニコニコクラブ」を読む | 隔月               |
| 18号 ’93           | 1993年11月1日 | 函館のプロフィル                               |                    |
| 19号 '94           | 1994年1月1日  | 私のお正月                                     |                    |
| 20号 '94           | 1994年3月1日  | 函館町名散歩                                   |                    |
| 21号 '94           | 1994年5月1日  | 社内報から覗く 昭和10年代の函館風景            |                    |
| 22号 '94           | 1994年7月1日  | はこだて石碑散歩（西部編）                     |                    |
| 23号 ’94           | 1994年9月1日  | 銭湯へ行こう                                   |                    |
| 24号 ’94           | 1994年11月1日 | 私の抱いてる 函館の錦絵                        |                    |
| 25号 '95           | 1995年1月1日  | 函館駅物語                                     |                    |
| 26号 '95           | 1995年3月1日  | 登校地図物語                                   |                    |
| 27号 '95           | 1995年5月1日  | はこだて石碑散歩（東部編）                     |                    |
| 28号 ’95           | 1995年7月1日  | 道南いいお湯 いいところ                        |                    |
| 29号 '95           | 1995年9月1日  | むかし、函館の景気は最高によかった。           |                    |
| 30号 ’95           | 1995年11月1日 | むかし、江差に繁次郎あったど・・・             |                    |
| 31号 ’96           | 1996年1月1日  | 再見「商工函館の魁」                           |                    |
| 32号 ’96           | 1996年3月1日  | 昭和8年 私の地図                               |                    |
| 33号 ’96           | 1996年5月1日  | 坂の町 函館                                    |                    |
| 34号 ’96           | 1996年7月1日  | 函館掃苔録 住吉墓地に眠る人々                  |                    |
| 35号 '96           | 1996年9月1日  | 函館はなったれ腕白日誌                         |                    |
| 36号 ’96           | 1996年11月1日 | 函館喫茶店物語                                 |                    |
| 37号 ’97           | 1997年1月1日  | おいしい豆腐                                   |                    |
| 38号 ’97           | 1997年3月1日  | 元気印！一銭店や                               |                    |
| 39号 ’97           | 1997年5月1日  | 昭和8年 駅前の地図を読む                       |                    |
| 40号 ’97           | 1997年7月1日  | 湯の川 むかしを歩く                            |                    |
| 41号 ’97           | 1997年9月1日  | 清流 松倉川への誘い                            |                    |
| 42号 ’97           | 1997年11月1日 | 再見函館むかし繁華街 大門界隈                  |                    |
| 43号 '98           | 1998年1月1日  | 福徳開運祈願成就 函館・神社縁起巡り            |                    |
| 44号 '98           | 1998年3月1日  | 函館市立文学館案内                             |                    |
| 45号 '98           | 1998年5月1日  | 函館西部ぶらぶら歩き 好奇心そそられる街        |                    |
| 46号 '98           |               | 「おばんです」はこだて弁                       |                    |
| 47号               |               | 懐かしき事ども・・・函館暮らしの日々           |                    |
| 48号 '99           | 1999年2月1日  | 昭和25～35年思い出アルバム 函館恋々            |                    |
| 49号 '99           | 1999年7月1日  | 廃れてしまった手作りの文化財 道南の木造漁船    | 以降の号確認できず |